# Tui Na

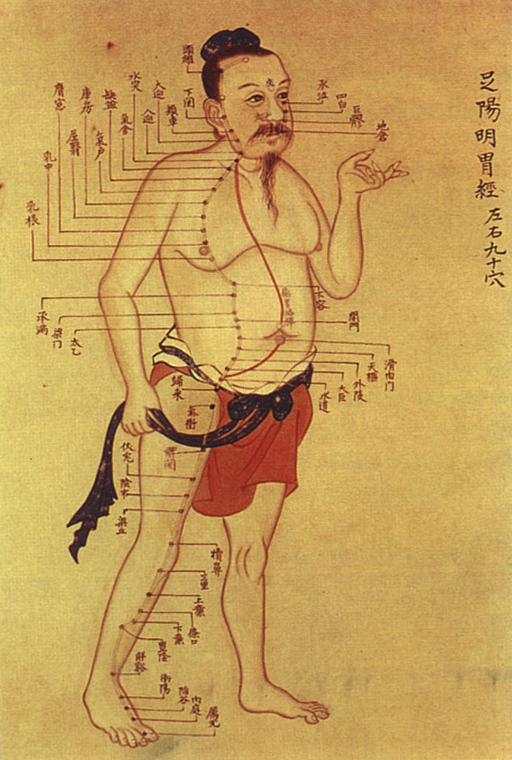
Meridianen in de traditionele Chinese geneeskunde

Tui Na (ook wel aangeduid als Tuina) is een Chinese vorm van massage. Letterlijke betekenis: Tui=duw en Na=grijp.
Er zijn verschillende vormen van Tui Na. Vaak wordt een op shiatsu (dat wil zeggen drukpuntmassage) gelijkende vorm van massage toegepast. Andere vormen van Tui Na maken gebruik van het manipuleren van de ledematen. Ook kan de therapeut de gewrichten manipuleren door de ledematen te bewegen.
Tui Na behoort tot de traditionele Chinese geneeskunde.